# Blåsenhus

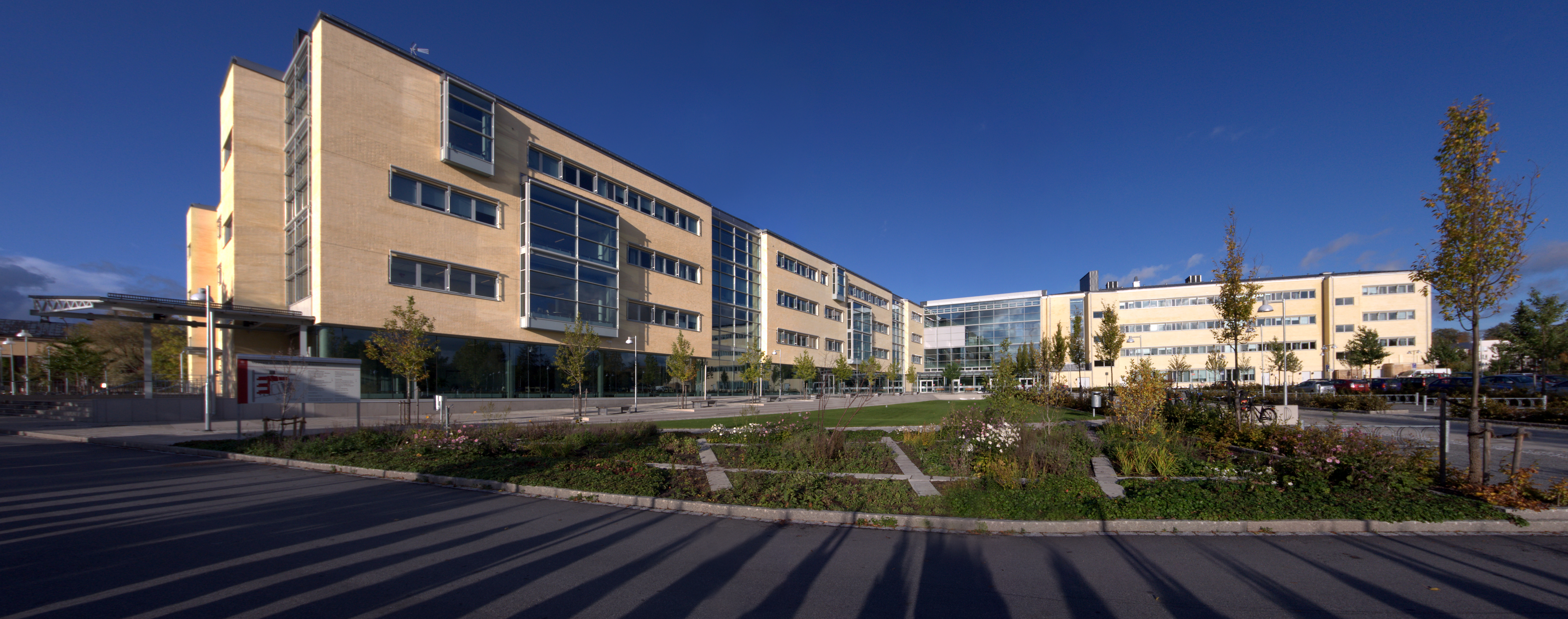
Blåsenhus nel 2011

Blåsenhus è un campus dell'Università di Uppsala. Locato a sud-ovest del castello di Uppsala, di fronte a Segerstedthuset, è operativo dal 2010 e ospita i dipartimenti di pedagogia e psicologia, per un totale di circa 2 500 studenti e 400 dipendenti dell'Università.

## Storia

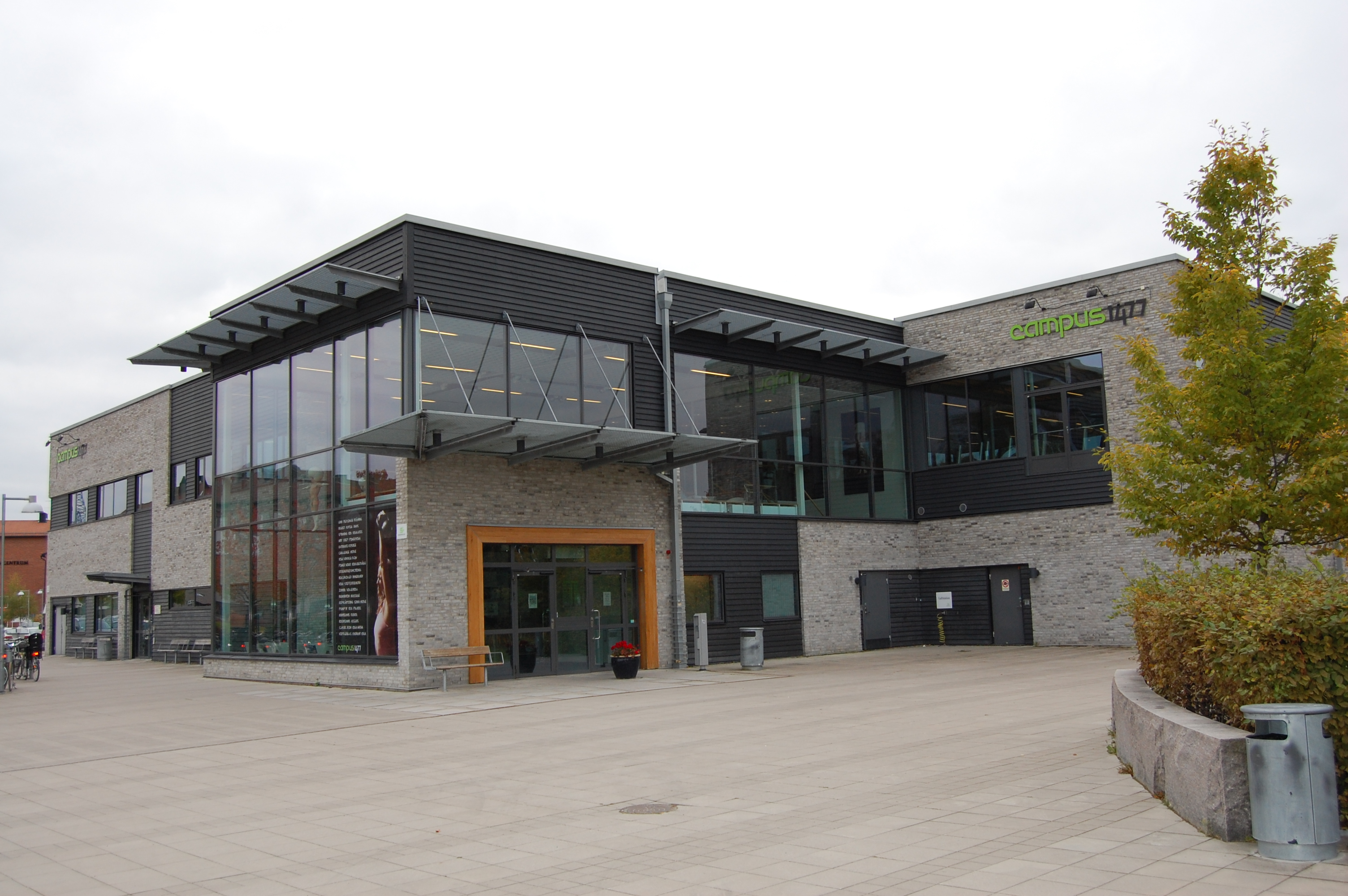
I locali di Campus1477, situato di fronte a Blåsenhus

L'area dove sorge il campus fu proprietà dello Stato fin dal Seicento, era annessa all'area del castello di Uppsala e ospitava uno dei parchi della residenza reale. Dal 1945 l'area fu destinata ad uso generico, e negli anni 1960 ospitò temporaneamente degli alloggi studenteschi di bassa qualità, costruiti nel 1964 per sopperire alla grave carenza di alloggi per studenti in città, demoliti negli anni 1970. Nel gennaio 2004 venne formulata una proposta che destinò l'area ad accogliere un nuovo campus dell'Università, che doveva essere chiamato Pedagogikum (derivato dal Seminarium Pædagogicum, istituto dell'Università nel XIX secolo). Il nome venne poi ufficializzato in Blåsenhus.
La costruzione è iniziata il 20 aprile 2007, i locali principali sono stati completati nel 2009 e il campus è entrato in uso nel semestre primaverile del 2010, ufficialmente inaugurato l'11 marzo 2010. I locali dell'adiacente Campus1477, palestra universitaria, sono entrati in uso nel gennaio 2010.